# Wicker Park
Wicker Park (bra: Paixão à Flor da Pele; prt: O Apartamento) é um filme estadunidense de 2004, do gênero drama romântico, dirigido por Paul McGuigan, com roteiro de Brandon Boyce baseado na peça teatral de William Shakespeare A Midsummer's Night Dream e estrelado por Josh Hartnett, Rose Byrne, Diane Kruger e Matthew Lillard. 
Este remake de L'Appartement (1966) foi indicado ao Grande Prêmio do Festival de Montreal.

## Elenco
- Josh Hartnett .. Matt Simon
- Rose Byrne .. Alex Denver
- Diane Kruger .. Lisa Parish
- Matthew Lillard .. Luke Stanford
- Jessica Paré .. Rebecca Martin
- Christopher Cousins .. Daniel Ristelli